# أبو حية (الرقة)
أبو حية قرية سورية تتبع ناحية مركز تل أبيض في منطقة تل أبيض في محافظة الرقة. بلغ عدد سكانها 367 نسمة في عام 2004 حسب إحصاء المكتب المركزي للإحصاء.